# Gido
Gido er en dansk dokumentarfilm fra 2014 instrueret af Gitte Villesen efter eget manuskript.

## Handling
To mænd, der viser sig at være fætre går rundt på en slette i Gambia med deres køer i den støvede eftermiddagssol. Et enkelt motiv, der kendes fra utallige dokumentarfilm: manuelt arbejde og det simple landliv i fjerne egne. Men at den tilsyneladende simple setting faktisk er netop dette - en scene - bliver først tydeligt efterhånden, som både dagen og den rolige 'performance' skrider frem. Et kollaborativt, etnografisk projekt i traditionen fra Jean Rouch, hvor gestik og kommentarer på tværs af kameraet fjerner en eventuel illusion af privilegeret og transparent adgang til andre kulturers skikke og koder. 'Gido' er et gambiansk ord for en person, man har delt et livslangt venskab med, og hyrden Alis bedste ven Amadou Sarr deler et meget smukt stykke fløjtemusik med seerne i filmens andet parti, som understreger, at en teoretisk refleksiv metode ikke nødvendigvis er ensbetydende med klinisk distance.